# Anagallis tenella
Anagallis tenella (Курячі очки ніжні) — вид трав'янистих рослих родини первоцвітові (Primulaceae). Зростає на заході Європи й заході Північної Африки. Етимологія: лат. tenellus — «тендітний».

## Опис
Повзуча, вічнозелена багаторічна рослина, 5–12 см, гола, з невеликим корінням. Ниткоподібні чотирикутні стовбури випрямлені зверху, досягають 20 сантиметрів довжини, пускають корінь у вузлі. Супротивні круглі листки злегка черешкові, малі, довжиною не більше 1 сантиметра. Квіти тендітного рожевого кольору з темними жилами, одиночні, розміщені на стебельцях довжиною до 35 мм. Чашечка з ланцетно-лінійними гострими лопатями. Дзвоноподібний віночок довжиною від 6 до 10 мм, у 2–3 рази довший, ніж чашечка. Маленька капсула, приблизно довжини чашечки.

## Поширення
Північна Африка: Алжир, Туніс, Марокко, Балеарські острови; Європа: Австрія, Ліхтенштейн, Бельгія, Люксембург, Велика Британія, Фарерські острови, Франція, Німеччина, Греція, Ірландія, Швейцарія, Нідерланди, Іспанія, Італія, Португалія [вкл. Азорські острови], Молдова, Україна — Крим.
Населяє вологі відкриті місця, болотисті або торф'яні луки, канави. 

## Галерея

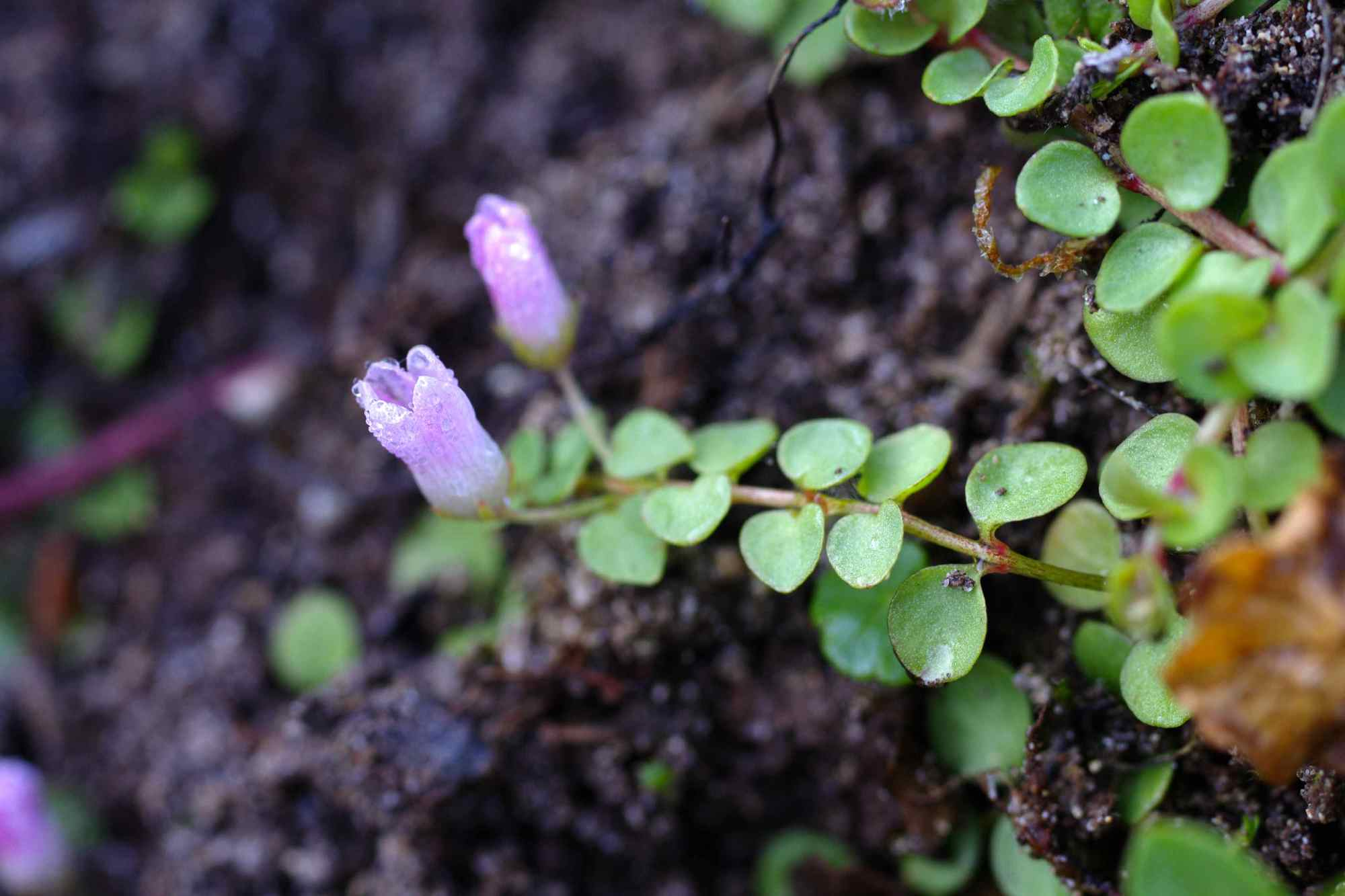
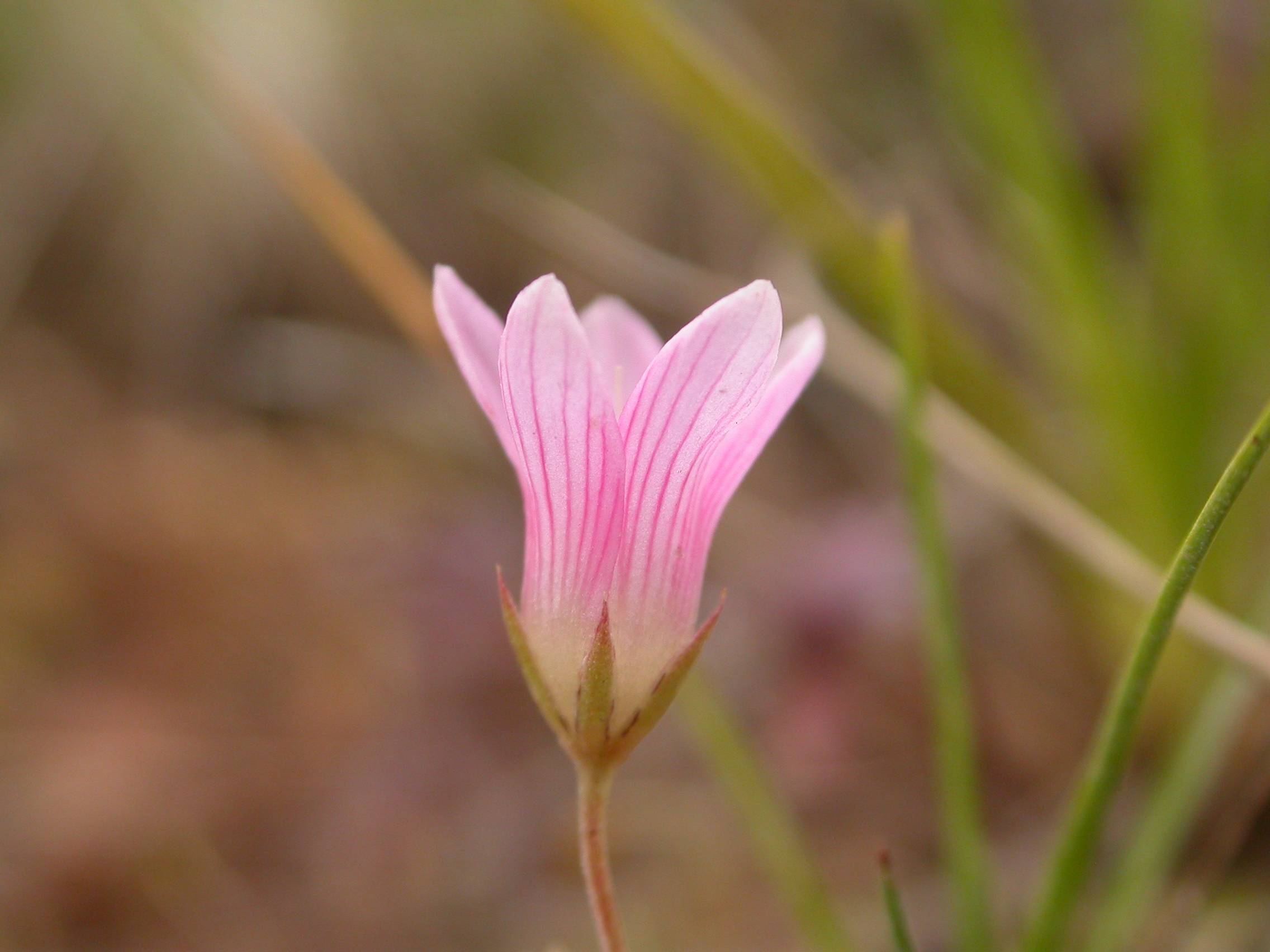
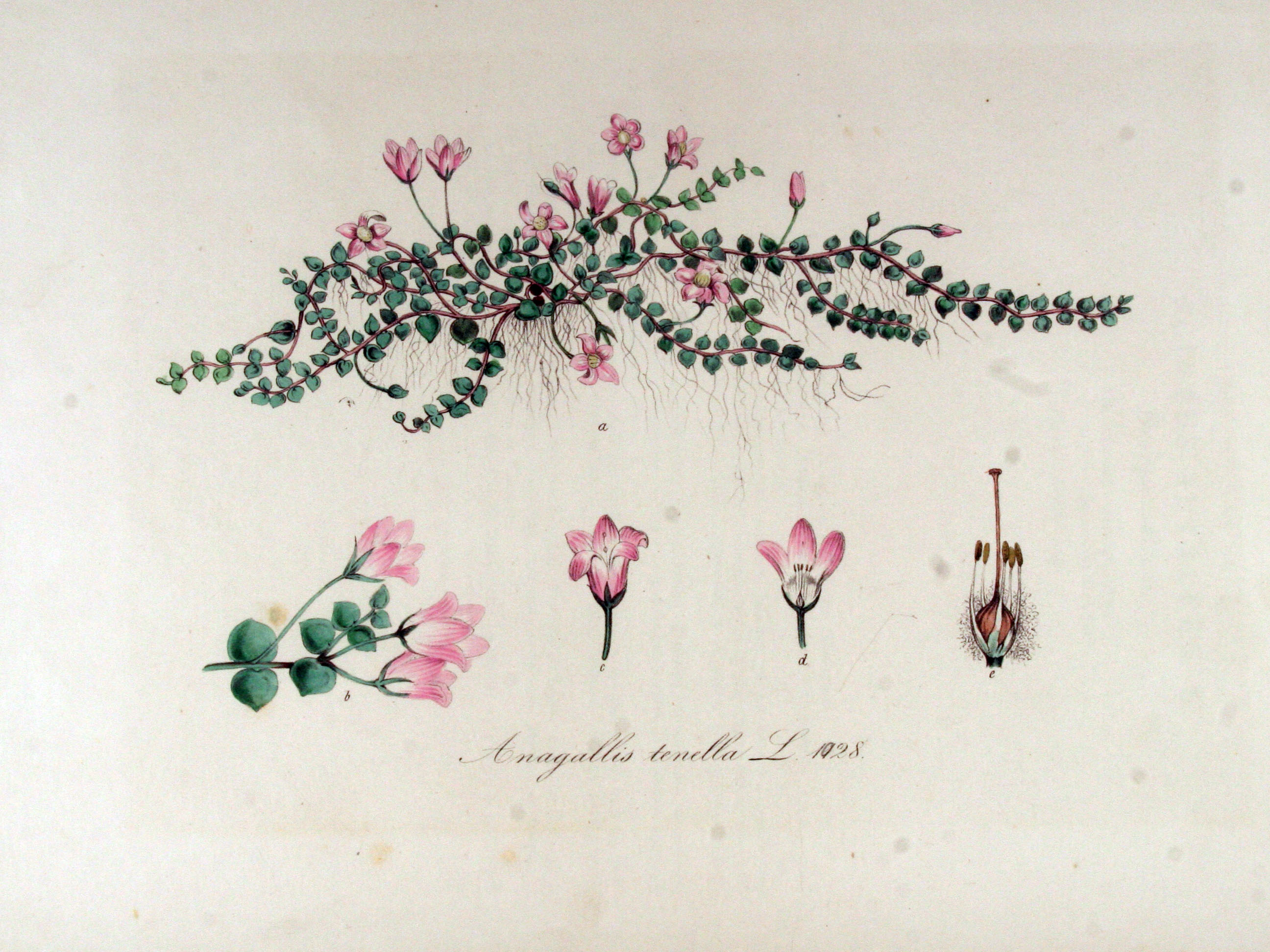